# Oyggjarskoratindur

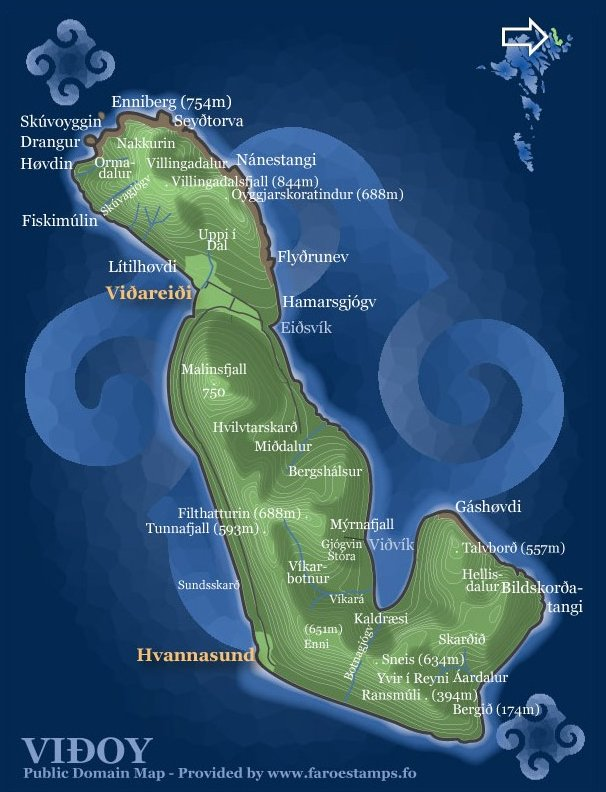
Karta över Viðoy med Oyggjarskoratindur utmärkt

Oyggjarskoratindur är ett berg på ön Viðoy i den norra delen av ögruppen Färöarna. Berget högsta topp är 687 meter över havet vilket gör Oyggjarskoratindur till Viðoys femte högsta berg. Oyggjarskoratindur ligger på norra delen av ön, nära kusten och de högre topparna Villingadalsfjall (841 meter) och Nakkurin (754 meter).